# Детройт-техно
Детройт-техно или детройтское техно (англ. Detroit techno) — термин, применяемый для обозначения техно-музыки в традициях ранних (1985—1995) техно-записей музыкантов из Детройта, и теперь уже не обязательно указывает на географическое «происхождение» музыки. Отличительной чертой детройтского техно является использование в создании этой музыки аналоговых синтезаторов и ранних драм-машин или же, всё чаще, цифровой эмуляции характерного для этих инструментов звучания.

## История

### Идея
Детройт техно являет собой новую музыку смотрящую в будущее, не имеющую связей с культурным наследием и вышедшую из смеси европейского индастриала и поп-музыки с фанком и гаражом, создававшейся чернокожими американскими музыкантами. Дэррик Мэй предполагал, что эта музыка «выходит за пределы бита». Это не просто танцевальная музыка, а последовательность звуковых экспериментов, которые противятся логике простых и несложных звуков присущих чикагскому хаусу. Тот же Дэррик Мэй описывал это следующим образом: «Философия, которая стоит за понятием техно из Детройта подразумевает индивидуальность, инновацию, стараться всегда быть первым и эта философия являет собой противоположность тому, что мы всегда понимали под гражданским конформизмом, промышленным качеством и коммерциализацией. Техно должно являть себя альтернативой». Мэй постоянно выступает против коммерциализации и против незнания истории происхождения техно.

### Истоки
Считается, что техно изобрела так называемая «Белвиллская троица» — «инициатор» Хуан Аткинс (англ. Juan Atkins), «новатор» Деррик Мэй (англ. Derrick May) и «двигатель» Кевин Сандерсон (англ. Kevin Saunderson). В середине 1980-х годов трое этих друзей по колледжу из средне-классового пригорода Детройта Белвилл, как они сами говорят, пытались сделать немецкую электронику в духе Tangerine Dream и Kraftwerk более танцевальной, пригодной для диджеев и клубов. Фактически же можно говорить о том, что техно возникло при слиянии таких стилей как синти-поп, электро и хаус.

### Особенности
Специфическое звучание детройтского техно можно объяснить тем, что люди, стоявшие у истоков этой музыки, не могли себе позволить большого количества специального оборудования. Одноголосый синтезатор, пара драм-машин и четырёхканальный пульт зачастую являлись полным комплектом аппаратуры детройтского техно-музыканта. Отсюда часто в композиции звучит всего четыре звука. А чтобы один техно-трек не был совсем уж похож на другой, работе с этими звуками придавалось особое значение.
В контексте Детройта и в частности музыки из него часто используется число 313. Это телефонный код Детройта.

## Музыканты

### Музыканты из Детройта
| - Хуан Аткинс (англ. Juan Atkins) - Блэйк Бакстер (англ. Blake Baxter) - Майк Бэнкс (англ. Mike "Mad" Banks) - Джеральд Дональд - Карл Крэйг (англ. Carl Craig) - Кэнни Ларкин (англ. Kenny Larkin) - Джефф Миллз (англ. Jeff Mills) - Рон Мерфи (англ. Ron Murphy) - Дэррик Мэй (англ. Derrick May) - Джеймс Пеннингтон (англ. James Pennington) - Стейси Пуллен (англ. Stacey Pullen) - Кевин Сандерсон (англ. Kevin Saunderson) - Эдди Фоулкес (англ. Eddie "Flashin" Fowlkes) - Роберт Худ (англ. Robert Hood) - Энтони Шакир (англ. Anthony "Shake" Shakir) - Клод Янг (англ. Claude Young) | - Arpanet - Aux 88 - DJ Bone - Drexciya - Los Hermanos - Octave One - Theorem - Scan 7 - Suburban knight - Underground Resistance - Galaxy 2 Galaxy - The Martian - Moodymann - Recloose - The Detroit Escalator Company |

## Лейблы
- 430 West
- Axis
- KMS
- M-Plant
- Metroplex
- Puzzlebox
- Planet E
- Red Planet
- Transmat
- Tresor
- Underground Resistance

### Музыканты из других регионов
- Арил Брикха (швед. Aril Brikha) — Швеция
- Djinxx — Франция
- Фабрис Лиг (нидерл. Fabrice Lig) — Бельгия
- Йорис Ворн (нидерл. Joris Voorn) — Нидерланды
- Кен Исии (англ. Ken Ishii) — Япония
- Surgeon — Англия
- Винс Уотсон (англ. Vince Watson) — Шотландия

## Примеры произведений
Примеры музыкальных композиций, отдалённо похожих на Детройт-техно:
- Night Drive (Thru Babylon) — Model 500 (1986, Metroplex)
- The Art Of Stalking (Stalker Mix) (недоступная ссылка) — Suburban Knight (1990, Transmat)
- Groove La Chord — Aril Brikha (1998, Fragile)
- Jaguar — DJ Rolando (1999, Underground Resistance)
- Cruising — Basic Bastard (2003, Ignitor)
- Fever — Joris Voorn (2003, Keynote)
- In Deeper Presence — Los Hermanos (2005, Submerge)

Все файлы в формате MP3 (64 Kbps) продолжительностью по одной минуте.

## Альбомы и компиляции
- Techno! The New Dance Sound Of Detroit (1988, Ten Records)
- Relics - A Transmat Compilation (1992, Buzz)
- Virtual Sex (1993, Buzz)